# Női 200 méteres gyorsúszás a 2017-es úszó-világbajnokságon
A 2017-es úszó-világbajnokságon a női 200 méteres gyorsúszás versenyszámának döntőjét Budapesten rendezték, a Duna Arénában. A győztes az olasz Federica Pellegrini lett, míg Hosszú Katinka a hetedik helyen végzett.